# Law & Order: Criminal Intent
Law & Order: Criminal Intent (Ley y orden: Acción criminal en España y La Ley y el Orden: Intento criminal en Hispanoamérica), es una serie de televisión estadounidense; producida en sus inicios por la NBC, después por USA Networks y creada por Dick Wolf. Es un spin-off de la serie Law & Order, que tuvo su primer episodio en 1990. Actualmente en Latinoamérica es emitida por TNT Series, una estación del grupo Turner, filial de Time Warner, recientemente afiliada con la gigante de las comunicaciones AT&T y en Star Life.

## Trama
Criminal Intent cuenta la historia del MCS, Major Cases Squad, o Escuadrón de Casos Mayores, el cual pertenece al Departamento de Policía de Nueva York. Se encarga de investigar crímenes de alto perfil, que involucran a políticos, hombres de negocios, algunos asesinos en serie o artistas. Examinan de manera psicológica a las mentes criminales, centrándose en investigar la razón de los asesinatos. A diferencia de las demás Law & Order, en Criminal Intent entre la 5.ª y la 9.ª temporada se alternan dos parejas de detectives, una conformada por Robert Goren y Alexandra Eames, y otra con Mike Logan y Carolyn Barek/Megan Wheeler/Nola Falacci. Una particularidad de la serie es su forma de narrar la historia, en la que a lo largo del capítulo se muestran escenas del posible homicida, revelándole al espectador detalles que los detectives no conocen todavía. La mayoría de los casos suelen terminar con una confesión del culpable, marcando una diferencia respecto a las demás Law & Order, que muestran el conflicto legal posterior.

## Actores
Personajes Principales
| Personaje            | Actor/Actriz                | Temporadas |
| -------------------- | --------------------------- | ---------- |
| Det. Robert Goren    | Vincent D'Onofrio           | 1-10       |
| Det. Alexandra Eames | Kathryn Erbe                | 1-10       |
| Capt. James Deakins  | Jamey Sheridan              | 1-5        |
| ADA Ron Carver       | Courtney B. Vance           | 1-5        |
| Det. G. Lynn Bishop  | Samantha Buck               | 3          |
| Det. Mike Logan      | Chris Noth                  | 5-7        |
| Det. Carolyn Barek   | Annabella Sciorra           | 5          |
| Det. Megan Wheeler   | Julianne Nicholson          | 6-8        |
| Capt. Daniel Ross    | Eric Bogosian               | 6-9        |
| Det. Zach Nichols    | Jeff Goldblum               | 8-9        |
| Det. Nola Falacci    | Alicia Witt                 | 7          |
| Capt. Zoe Callas     | Mary Elizabeth Mastrantonio | 9          |
| Det. Serena Stevens  | Saffron Burrows             | 9          |
| Capt. Joseph Hannah  | Jay O. Sanders              | 10         |

Personajes Menores
- Leslie Hendrix (Dra. Elizabeth Rodgers)
- Olivia d'Abo (Nicole Wallace) Archienemiga de Goren

Escuadrón A
- Vincent D'Onofrio (Det. Robert Goren): Conocido por su intuición y perspectiva, es un extraordinario e inteligente investigador además de ser un perfilador de criminales. En cada episodio Goren demuestra sus conocimientos físicos, químicos, literarios e históricos para atrapar a los criminales.
- Kathryn Erbe (Det. Alexandra Eames): Es una callada y práctica compañera quien generalmente se lleva muy bien con Goren. A pesar de sus esporádicas diferencias, Eames es una excelente creadora de perfiles criminales, quien sólo se ve opacada en ocasiones por su prodigioso compañero.

Escuadrón B
- Chris Noth (Det. Mike Logan): Ingresó en la 5.ª temporada por ser el detective de Law & Order 1990 (serie original del spin-off)
- Annabella Sciorra (Det. Carolyn Barek): Ingresó en la 5.ª temporada
- Julianne Nicholson (Det. Megan Wheeler): Ingresó en la 6.ª temporada por la Det. Carolyn Barek.
- Alicia Witt (Det. Nola Falacci): Ingresó únicamente en la 7.ª temporada reemplazando por breve momento a la Det. Megan Wheeler.
- Jeff Goldblum (Zach Nichols): Ingresó en la 8.ª temporada por el Det. Mike Logan.
- Saffron Burrows (Det. Serena Stevens): Ingresó en la 9.ª temporada por la Det. Megan Wheeler.

## Temporadas
Las primeras seis temporadas de Criminal Intent fueron emitidas por la cadena NBC, cosechando altos índices de audiencia en el horario estelar. Las temporadas 7 hasta 10 fueron trasmitidas por la cadena USA Network por decisión de la NBC.
| Señal de televisión | Temporada | Episodios | Hora de transmisión (EST)             | Primera temporada        | Temporada final      | Temporada | Ranking | Audiencia (en millones) |
| ------------------- | --------- | --------- | ------------------------------------- | ------------------------ | -------------------- | --------- | ------- | ----------------------- |
| NBC                 | 1         | 22        | Sábado 9:00 p. m.                     | 30 de septiembre de 2001 | 10 de mayo de 2002   | 2001–2002 | #34     | 11.9                    |
| NBC                 | 2         | 23        | Sábado 9:00 p. m.                     | 29 de septiembre de 2002 | 18 de mayo de 2003   | 2002–2003 | #20     | 14.3                    |
| NBC                 | 3         | 21        | Sábado 9:00 p. m.                     | 28 de septiembre de 2003 | 23 de mayo de 2004   | 2003–2004 | #20     | 12.8                    |
| NBC                 | 4         | 23        | Sábado 9:00 p. m.                     | 26 de septiembre de 2004 | 25 de mayo de 2005   | 2004–2005 | #28     | 12.1                    |
| NBC                 | 5         | 22        | Sábado 9:00 p. m.                     | 25 de septiembre de 2005 | 14 de mayo de 2006   | 2005–2006 | #38     | 11.0                    |
| NBC                 | 6         | 22        | Jueves 9:00 p. m.                     | 19 de septiembre de 2006 | 21 de mayo de 2007   | 2006–2007 | #59     | 8.38                    |
| USA                 | 7         | 22        | Jueves 10:00 p. m. Domingo 9:00 p. m. | 4 de octubre de 2007     | 24 de agosto de 2008 | 2007–2008 | #91     | 7.46                    |
| USA                 | 8         | 16        | Sábado 9:00 p. m.                     | 19 de abril de 2009      | 9 de agosto de 2009  | 2009      | #107    | 5.40                    |
| USA                 | 9         | 16        | Jueves 10:00 p. m.                    | 30 de marzo de 2010      | 6 de julio de 2010   | 2010      | N/A     | 3.60                    |
| USA                 | 10        | 8         | Domingo 9:00 p. m.                    | 1 de mayo de 2011        | 26 de junio de 2011  | 2011      | N/A     | 4.43                    |

## Adaptación francesa
En julio de 2005, la cadena de televisión NBC Universal vendió el formato de Law & Order: Criminal Intent al canal francés TF1. La adaptación en Francia de la serie se tituló Paris enquêtes criminelles. En ella, se seguía el mismo patrón que en la versión estadounidense, aunque las tramas estaban localizadas en París y con los estilos culturales propios de la región. La serie duró 20 capítulos, distribuidos en tres temporadas entre mayo de 2007 y noviembre de 2008.

## Adaptación rusa
Una versión rusa de Law & Order: Criminal Intent (grabada en Moscú con actores rusos) se estrenó en marzo de 2007 y se transmitía junto con la versión rusa de Law & Order: Special Victims Unit y se convirtió en una de las series de Rusia con más audiencia.  Como muestra de ello, la serie estaba prevista para tener 8 capítulos, pero finalmente se emitieron alrededor de 40 episodios.